# Diogo de Boitaca

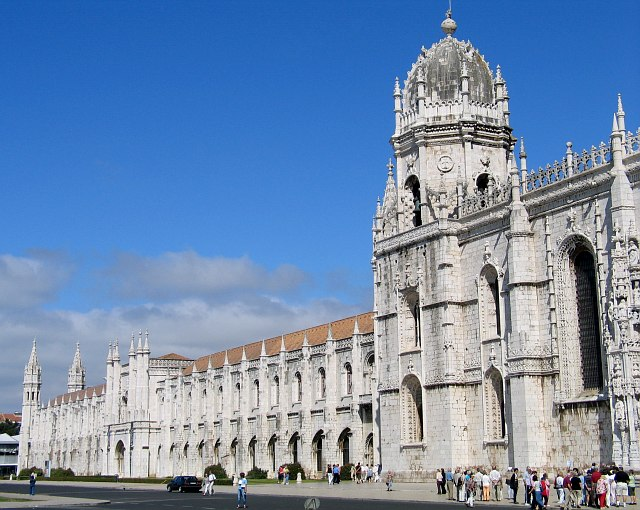
Monasterio de los Jerónimos

Diogo de Boitaca (c. 1460 – Batalha, 1528) fue un influyente arquitecto e ingeniero de algunos de los más importantes edificios portugueses, trabajando en Portugal durante la primera mitad del siglo XVI.

## Nombre
Su nombre ha sido escrito de varias formas: Diogo Boytac, Diogo de Boytac, Diogo Boutaca, Diogo Boitaca, Diogo de Boitaca.

## Historia
La ortografía de su apellido como Boitac (o Boytac) sugiere que tuvo, posiblemente, origen francés. Su año de nacimiento es, igualmente, desconocido, pero estimado sobre el 1460. Murió en Batalha en 1528, pero también esta fecha es incierta.
Su apellido aparece por primera vez en 1498 en un documento del rey Manuel I, quien le garantizaba una asignación anual por su trabajo en el Convento de Jesús, de Setúbal. Su firma aparece en un documento de 1514. Su nombre se menciona en 12 documentos conservados en el Monasterio de Batalha y escritos entre 1515 y 1521. Su nombre de pila solo se menciona una vez: en 1515, en la lista de miembros de la malograda expedición a La Mamora (actualmente Mehdía, en Marruecos) donde los portugueses perdieron 4.000 hombres.
En 1491 culminó su primera obra, el Convento de Jesús. Primera obra, también, de estilo manuelino.
En 1502 inició la construcción del Monasterio de los Jerònimos, junto con el arquitecto Juan de Castillo.
En 1507 construyó el antiguo Monasterio de los monjes jerónimos, en la cumbre de un cerro cerca de Sintra (hoy parte del Palacio da Pena). Su influencia puede ser apreciada, especialmente, en el concepto de las vueltas.
En 1510 fue ordenado Caballero por el Conde Vasco Menezes Coutinho por su participación en el segundo asedio de Arzila (actualmente Arcila, Marruecos) en 1509, después de haber sido capturado por los moros en 1508.
Mientras trabajaba en el Monasterio de Batalha, se casó, en 1512, con Isabel Henriques, hija de Mateus Fernandes, arquitecto del mismo monasterio.
Se estableció en Batalha en 1516 donde murió en 1528. Fue sepultado en el Monasterio de Batalha, cerca de la tumba de Mateus Fernandes.

## Obras
Construcciones en las que participó con varios grados de implicación:
- Convento de Jesús en Setúbal
- Antiguo Monasterio de los Frailes Jerónimos en Sintra
- Monasterio de Santa Cruz en Coímbra
- Monasterio de Batalha
- Monasterio de los Jerónimos en Lisboa
- Torre de Belém en Lisboa